# 钟岭街道
钟岭街道，是中国江西省抚州市临川区所辖的一个街道。

## 行政区划
钟岭街道下辖以下村级行政区划单位
上张社区、李家社区、长岭社区、十里亭社区、七二一社区、小圩村、白岭村、缴上村、谢家村和张家村。